# Centella Oriental
Centella Oriental, tidigare Estrella Oriental Jr., född 19 maj 1995 i Guadalajara, Jalisco, är en mexikansk fribrottare. Han har brottats sedan tidigt 2010-tal. Hans far, Estrella Oriental, var en framgångsrik fribrottare i hemstaten Jalisco på 1990-talet och tidiga 2000-talet och vann flera Lucha de Apuestas.
Som många andra mexikanska fribrottare brottas Centella Oriental under en fribrottningsmask enligt traditioner inom Lucha libre. Hans riktiga identitet är inte känd av allmänheten.
Han har brottats i Consejo Mundial de Lucha Libre sedan 2021. 2023 bytte han namn till Centella Oriental.